# Болниси (село)
Болниси или Болнис-Хачен (груз. ბოლნისი; арм. Բոլնիս-Խաչեն) — село Болнисского муниципалитета, края Квемо-Картли республики Грузия с 90%-ным армянским населением.

## История

### XVIII—XIX века
Согласно Раффи мелик Гюлистанского княжества Карабаха Абов Мелик-Бегларян переезжает из Гандзака в Болниси с намерением основать новое поселение, но в 1795 возвращается из Болниси в Карабах.
По историческим данным в 1797—1798 гг. после походов Ага Мохаммед хана в Арцахе начинается голод, а затем и чума. Для спасения от голода и эпидемий мелик Гюлистана, мелик Абов Мелик-Бегларян вместе с частью своих подданных эмигрирует в Грузию, но не находят поддержки у грузин. Мелик Фрейдун Мелик-Бегларян и мелик Джумшуд Мелик-Бегларян отправляются в Санкт-Петербург чтоб лично просить императора о помощи. По указу Павла I от 2-го июня 1799 года Болнисский уезд передается мелику Абов Мелик-Бегларяну. Последний назначает правителем Болниса мелика Цатур Мелик-Бегларяна. После присоединения Грузии к России роль арцахских меликств ослабевает и в 1808 году во время одного из торжеств в Тбилиси Абов Мелик-Бегларяна отравляют.
По Раффи, вследствие того, что им отказывается в крепостном праве касательно армянского населения наследники Мелик-Бегларянов покидают Болниси и возвращаются в Гюлистан к 1812 году.

### XX век
В начале XX века входило в состав Тифлисской губернии.
После объявления независимости Грузии и Армении в 1918 году принадлежность села равно как и других армянских поселений на приграничной зоне оказалась спорной, что привело к армяно-грузинской войне. Армянские войска 18 декабря заняли село. 31 декабря 1918 года, в последний день армяно-грузинской войны согласно предложенному английскими оккупационными войсками плану перемирия, село перешло под контроль грузинских сил. Впоследствии входило в нейтральную зону между Арменией и Грузией, затем было включено в состав Грузинской ССР.
В советском периоде село официально называлось Болнис-Хачен. В постсоветский период власти Грузии переименовали в село в Болниси, тем самым устранив индикацию армянского населения в названии.

### XXI век
Премьер-министр Армении Никол Пашинян и глава правительства Грузии Мамука Бахтадзе в январе 2019 года провели в селе неформальную встречу, а также переговорили с жителями.

## География
Село находится на левом берегу Болнисисцкали (правого реки Машавера), в 9 км от города Болниси, на высоте 620 метров от уровня моря под холмом, который в селе называют Керц (арм. Քերծ).
На севере граничит с селом Квемо-Болниси, на юге — Шуа-Болниси, оба с преимущественно азербайджанским населением.

## Население
Согласно переписи населения Грузии в 2014 году численность населения села Болниси (Болнис-Хачен) составляла 1534 человек, из которых 1408 — армяне.

## Достопримечательности
- Болнисский Сион
- Церковь Цугругашен[англ.]
- Дом-музей Газароса Агаяна

## Известные уроженцы
- писатель Газарос Агаян
- композитор Арутюн Оганесян
- Ростомян, Аповен Васильевич, Герой Советского Союза
- Анушаван Даниелян, премьер-министр республики Арцах в 1999—2007 годах
- Варданян, Геворг Грачаевич
- Хубларян, Мартин Гайкович